# Reugny, Allier
Reugny är en kommun i departementet Allier i regionen Auvergne-Rhône-Alpes i de centrala delarna av Frankrike. Kommunen ligger  i kantonen Hérisson som ligger i arrondissementet Montluçon. År 2022 hade Reugny 262 invånare.

## Befolkningsutveckling
Antalet invånare i kommunen Reugny
Referens: INSEE